# John Joly
John Joly (* 1. November 1857 in Bracknagh, County Offaly, Irland; † 8. Dezember 1933 in Dublin) war ein irischer Physiker und Geologe, der sich mit Radioaktivität befasste und sie in der Medizin (Radiotherapie) und geologischen Altersbestimmung anwandte. Außerdem ist er für Beiträge zur Farbfotografie und Pflanzenphysiologie bekannt.

## Leben
Joly begann 1876 ein Ingenieursstudium am Trinity College Dublin mit dem Abschluss 1882, wobei er auch moderne Literatur und andere Fächer studierte. Nach dem Studium war er Demonstrator in den Abteilungen Ingenieurswesen und Physik des Trinity College. 1897 wurde er als Nachfolger von William Johnson Sollas Professor für Geologie und Mineralogie am Trinity College, was er bis zu seinem Tod blieb.
1899 schlug er eine Methode vor, das Alter der Erde aus dem Natriumgehalt der Ozeane zu bestimmen, aus der Idee heraus, dass dessen Konzentration durch Erosion an Land stetig zunehmen würde. Er schätzte das Alter der Erde danach auf 80 bis 100 Millionen Jahre. 1903 schlug er eine bessere Methode vor, die Abschätzung des Erdzeitalters aus dem radioaktiven Zerfall von Radium (in einem Nature-Artikel). Er arbeitete auf diesem Gebiet mit Ernest Rutherford zusammen und schloss aus seinen Untersuchungen 1913, dass der Beginn des Devons mindestens 400 Millionen Jahre zurückliegt. Er diskutierte auch Uran und andere radioaktive Elemente als Quelle der Wärme aus dem Erdinnern, zum Beispiel 1908 in der Presidential Adress der British Association auf ihrem Treffen in Dublin (Uranium and Geology).
Er wandte die Radioaktivität auch in der Medizin an, nachdem er 1914 eine chemische Methode zur Extraktion von Radium entwickelt hatte. Von ihm stammte ein Verfahren der Krebstherapie mit Radium, das über eine Hohlnadel in den Körper eingeführt wurde. Auf seine Initiative wurde das Irish Radium Institute gegründet und er arbeitete in der Krebstherapie mit dem Dr. Steevens Hospital in Dublin zusammen. 
Er entwickelte verschiedene Instrumente wie ein Photometer, ein Gerät zur Messung des Schmelzpunkts von Mineralien, ein Kalorimeter, ein Thermometer und ein nach ihm benanntes Verfahren zur Farbfotografie (Linienrasterverfahren von Joly, 1894).
Mit seinem Freund Henry Horatio Dixon (1869–1953), Professor für Biologie am Trinity College, entwickelte er 1894 eine Kohäsionstheorie des Wasser- und Mineralientransports im Xylem von Pflanzen.
1923 erhielt er die Murchison-Medaille. Er war Fellow der Royal Society, deren Royal Medal er 1910 erhielt. 1911 erhielt er die Boyle Medal der Royal Dublin Society, deren Mitglied er seit 1881 war. 1908 war er Präsident der Sektion C der British Association for the Advancement of Science. 1930 wurde er Mitglied der damaligen Sowjetischen Akademie der Wissenschaften. Er war mehrfacher Ehrendoktor (National University of Ireland, Universität Cambridge, University of Michigan). Noch heute finden Joly Memorial Lectures an der Universität Dublin statt.
1973 wurde ein Krater auf dem Mars nach ihm benannt.